# Atle Lundström

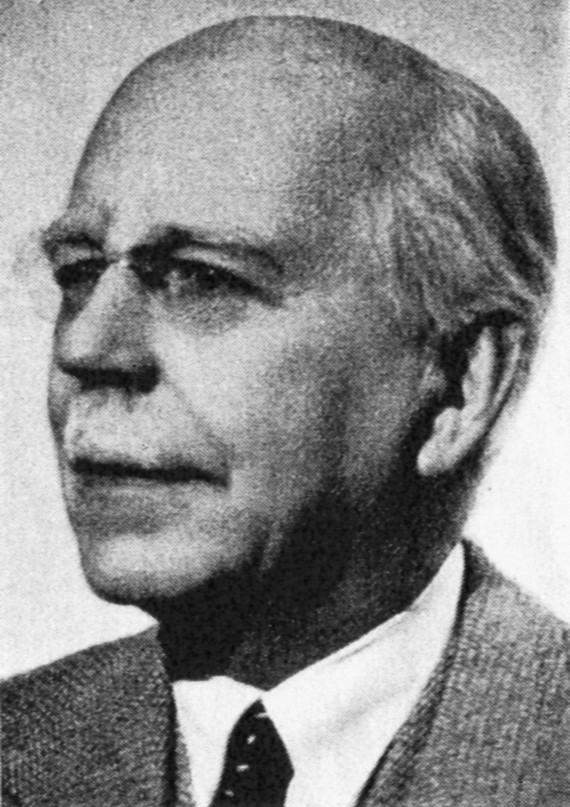
Atle Lundström.

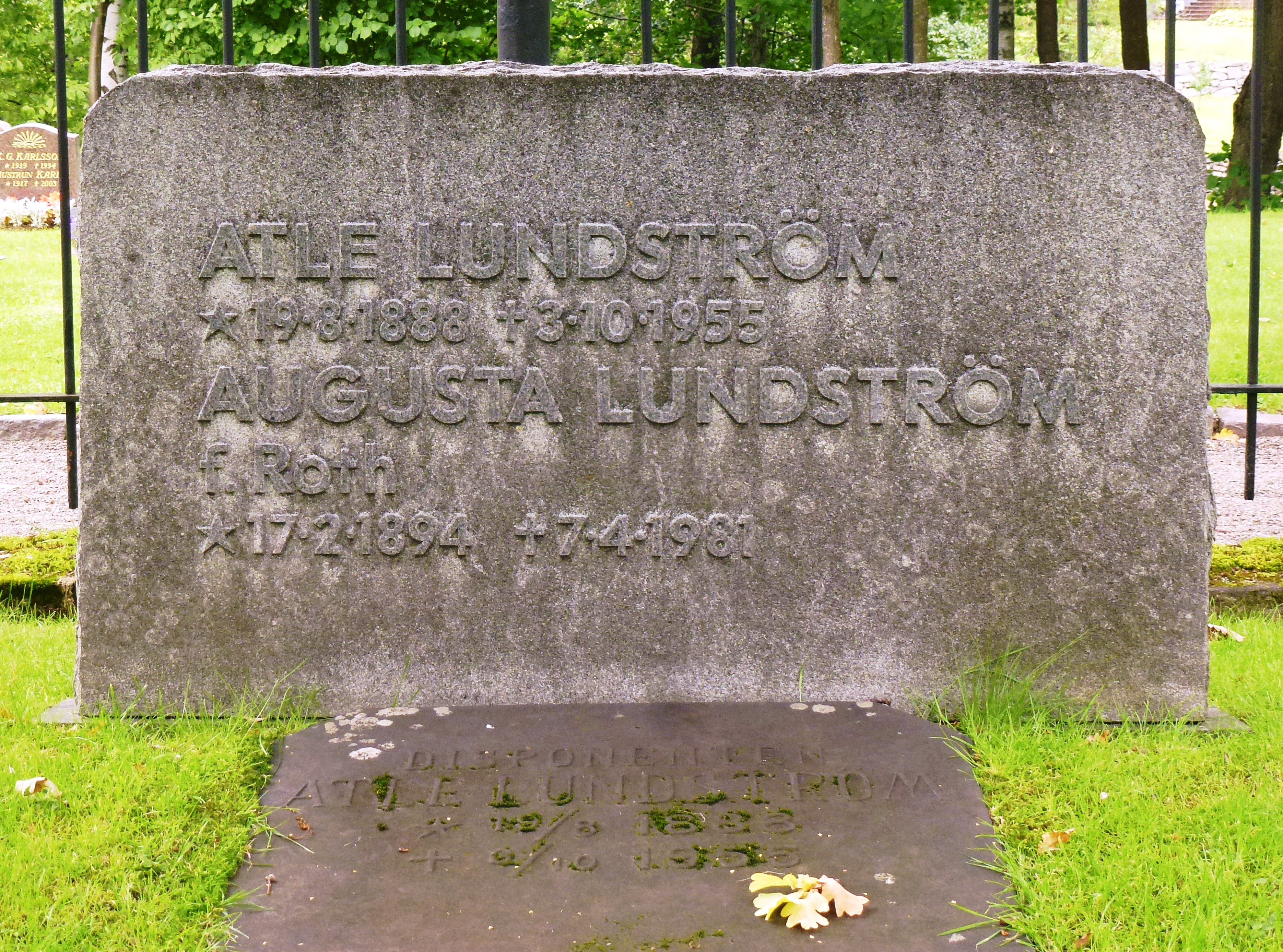
Atle och Augusta Lundströms gravsten på Ludvika Ulrica kyrkas kyrkogård.

Atle Lundström, född 19 augusti 1888 i Uppsala, död 3 oktober 1955 i Ludvika, var en svensk ingenjör och företagsledare.

## Liv och verk
Atle Lundström var son till professorn i växtbiologi Axel Lundström och hans maka Emy von Rehausen. Han växte upp i födelsestaden Uppsala och tog studentexamen där 1907. År 1911 blev han civilingenjör vid Kungliga Tekniska Högskolans avdelning för kemisk teknologi. År 1912 grundade han Ludvikas Kemiska Laboratorium och 1914 tillträdde han sin anställning som anrikningsingenjör vid Ickorrbottens Grufaktiebolag, där han stannade fram till 1917. Därefter följde en liknande befattning vid gruvan i Kaveltorp. 
År 1923 blev han verkställande direktör vid Nyhammars bruk. Bruket befann sig, liksom moderbolaget Ludvika bruk, i svåra ekonomiska problem och Lundströms huvuduppgift var att rädda Nyhammars bruk från konkurs, vilket dock inte lyckades. 
Efter tiden vid Nyhammars bruk bosatte sig Lundström i Ludvika, där han 1927 tillträdde befattningen som verkställande direktör för Ludvika kraftverk, som ägdes av ASEA. Den befattningen hade han till sin pensionering. Han var även VD för Svenska Fastighetsaktiebolaget i Ludvika, där han och hans anhöriga ägde stora intressen.
Genom gifte med Augusta Roth, dotter till Carl Roth, fick han tillgång till Ludvika herrgård, där han och familjen bosatte sig några år efter Carl Roths död. Lundström tillhörde de bröder av Sancte Örjens Gille och innehade dess näst högsta länk. Han fick sin sista vila på Ludvika Ulrica kyrkas kyrkogård.